# Julian Alaphilippe
Julian Alaphilippe (Saint-Amand-Montrond, Cher, 11 de junio de 1992) es un ciclista francés, miembro del equipo suizo Tudor Pro Cycling Team. Profesional desde 2013, también ha destacado en la modalidad de ciclocrós, siendo dos veces campeón nacional francés en categoría sub-23.
En 2019 fue galardonado con la Bicicleta de Oro como el mejor ciclista del año.

## Biografía
Pasó a profesionales 2013 en las filas del Etixx-iHNed, filial de Omega Pharma-Quick Step. Tras obtener la victoria en una etapa y en la clasificación de la regularidad del Tour del Porvenir, en 2014 pasó al primer equipo, obteniendo buenos puestos en etapas de la Volta a Cataluña y su primera victoria en una etapa del Tour de l'Ain.
Para la temporada 2015, después de quedar segundo en una etapa de la Volta a Cataluña dio una verdadera exhibición con tan solo 22 años en las clásicas de las Ardenas, al quedar séptimo en la Amstel Gold Race que ganó su compañero de equipo Michał Kwiatkowski, y segundo tanto en la Flecha Valona como en la Lieja-Bastoña-Lieja superado solo por el corredor español Alejandro Valverde.
En 2016 repitió el segundo puesto en la Flecha Valona, también tras Valverde, y ganó el Tour de California. Compitió en la prueba olímpica de ruta en Río de Janeiro, donde quedó cuarto.
Al inicio de la temporada 2017 consiguió el liderato en París-Niza, llevando el maillot amarillo durante tres días y ganando la primera contrarreloj de su carrera, aunque terminó quinto en la clasificación final. También logró su segundo podio en un monumento, al terminar tercero en la Milán-San Remo.
El 26 de agosto de 2017 consiguió su primera victoria en una de las 3 grandes vueltas al imponerse en la 8.ª etapa de la Vuelta que terminaba en el alto del Xorret del Catí, en la provincia de Alicante.
En 2018 se consagró entre los mejores corredores del mundo con importantes victorias: en pruebas de un día, Flecha Valona (imponiéndose al más laureado de la historia en esta clásica, Alejandro Valverde) y Clásica de San Sebastián.
Hizo un gran Tour de Francia olvidándose de la general y buscando fugas que le acabaron reportando dos victorias de etapa y el maillot de la montaña, siendo uno de los ciclistas más combativos y que más se dejaron ver.
Al Mundial en ruta llegó como gran favorito junto a Valverde, pero no aguantó en las rampas más duras donde se decidió la carrera (curiosamente cedió ante el empuje de su compañero de selección Bardet) y acabó llegando octavo.
En el Tour de Francia 2019, el ciclista galo alcanzó su tercera victoria en el Tour de Francia tras ganar en la tercera etapa con la subida del Épernay. A falta de 15 kilómetros dejó atrás a todo el pelotón y adelantó a los rivales que aún estaban escapados y sin darles opción de seguir su rueda. Tras esta etapa, se vistió el maillot amarillo de líder de la carrera por primera vez en su vida. Consiguió aguantar el maillot amarillo durante varias jornadas, ganando incluso de forma sorpredente la contrarreloj de Pau y codeándose con los mejores en las etapas de los Pirineos, hasta tal punto de llegar a ser considerado como gran favorito para llevarse la ronda gala. No obstante, perdió el liderato en la antepenúltima etapa en favor del futuro ganador Egan Bernal en las etapas alpinas. Finalmente acabó 5.º en la clasificación general y se llevó el premio al ciclista más combativo de la edición.

## Palmarés

### Ciclocrós
2010 (como júnior)
- 2.º en el Campeonato Mundial Júnior de Ciclocrós

2012 (como amateur)
- 3.º en el Campeonato Europeo de Ciclocrós sub-23

### Ruta
| 2012 (como amateur) - 1 etapa de la Coupe des Nations Ville Saguenay 2013 - 1 etapa del Tour de Bretaña - Gran Premio Südkärnten - 1 etapa del Tour de Thuringe - 1 etapa del Tour del Porvenir 2014 - 1 etapa del Tour de l'Ain 2015 - 1 etapa del Tour de California 2016 - Tour de California, más 1 etapa - 2.º en el Campeonato Europeo en Ruta 2017 - 1 etapa de la París-Niza - 1 etapa de la Vuelta a España 2018 - 1 etapa de la Colombia Oro y Paz - 2 etapas de la Vuelta al País Vasco - Flecha Valona - 1 etapa del Critérium del Dauphiné - 3.º en el Campeonato de Francia en Ruta - 2 etapas del Tour de Francia, más clasificación de la montaña - Clásica de San Sebastián - Vuelta a Gran Bretaña, más 1 etapa - Tour de Eslovaquia, más 1 etapa 2019 - 2 etapas de la Vuelta a San Juan - 1 etapa del Tour Colombia - Strade Bianche - 2 etapas de la Tirreno-Adriático - Milán-San Remo - 1 etapa de la Vuelta al País Vasco - Flecha Valona - 1 etapa del Critérium del Dauphiné - 2 etapas del Tour de Francia, más premio de la combatividad | 2020 - 3.º en el Campeonato de Francia en Ruta - 1 etapa del Tour de Francia - Campeonato Mundial en Ruta - Flecha Brabanzona 2021 - 1 etapa de la Tirreno-Adriático - Flecha Valona - 1 etapa del Tour de Francia - Campeonato Mundial en Ruta 2022 - 1 etapa de la Vuelta al País Vasco - 1 etapa del Tour de Valonia 2023 - Faun-Ardèche Classic - 1 etapa del Critérium del Dauphiné 2024 - 1 etapa del Giro de Italia, más premio de la combatividad - 1 etapa del Tour de Eslovaquia - 1 etapa del Tour de la República Checa |

## Resultados

### Grandes Vueltas
| Carrera | Carrera         | 2013 | 2014 | 2015 | 2016 | 2017 | 2018 | 2019 | 2020 | 2021 | 2022 | 2023 | 2024 | 2025 |
| ------- | --------------- | ---- | ---- | ---- | ---- | ---- | ---- | ---- | ---- | ---- | ---- | ---- | ---- | ---- |
|         | Giro de Italia  | —    | —    | —    | —    | —    | —    | —    | —    | —    | —    | —    | 48.º | —    |
|         | Tour de Francia | —    | —    | —    | 41.º | —    | 33.º | 5.º  | 36.º | 30.º | —    | 33.º | —    | 56.º |
|         | Vuelta a España | —    | —    | —    | —    | 68.º | —    | —    | —    | —    | Ab.  | —    | —    | —    |

—: No participa 

Ab.: Abandona 

X: No se disputó

### Vueltas menores
| Carrera | Carrera                | 2013 | 2014 | 2015 | 2016 | 2017 | 2018 | 2019 | 2020 | 2021 | 2022 | 2023 | 2024 | 2025 |
| ------- | ---------------------- | ---- | ---- | ---- | ---- | ---- | ---- | ---- | ---- | ---- | ---- | ---- | ---- | ---- |
|         | Tour Down Under        | —    | 68.º | —    | —    | —    | —    | —    | —    | X    | X    | —    | 6.º  | —    |
|         | París-Niza             | —    | —    | 43.º | —    | 5.º  | 18.º | —    | 16.º | —    | —    | —    | —    | 44.º |
|         | Tirreno-Adriático      | —    | —    | —    | —    | —    | —    | 6.º  | —    | 41.º | 33.º | 30.º | 62.º | —    |
|         | Volta a Cataluña       | —    | 83.º | Ab.  | Ab.  | —    | —    | —    | X    | —    | —    | —    | —    | —    |
|         | Vuelta al País Vasco   | —    | —    | —    | —    | Ab.  | 35.º | Ab.  | X    | —    | Ab.  | —    | —    | Ab.  |
|         | Tour de Romandía       | —    | —    | Ab.  | —    | —    | —    | —    | X    | —    | —    | —    | 33.º | —    |
|         | Critérium del Dauphiné | —    | 57.º | Ab.  | 6.º  | —    | 21.º | 35.º | 24.º | —    | —    | 10.º | —    | —    |
|         | Vuelta a Suiza         | —    | —    | —    | —    | —    | —    | —    | —    | Ab.  | —    | —    | —    | 5.º  |
|         | Tour del Benelux       | —    | —    | 10.º | —    | —    | —    | —    | —    | —    | X    | —    | —    |      |

—: No participa 

Ab.: Abandona 

X: No se disputó

### Clásicas, Campeonatos y JJ. OO.
| Omloop Het Nieuwsblad   | Omloop Het Nieuwsblad   | —             | —             | —             | —    | —             | —             | —             | —             | 57.º | —    | —    | Ab.   | —    |    |    |
| Kuurne-Bruselas-Kuurne  | Kuurne-Bruselas-Kuurne  | —             | —             | —             | —    | —             | —             | —             | —             | —    | —    | —    | 111.º | —    |    |    |
| Strade Bianche          | Strade Bianche          | —             | —             | —             | —    | —             | —             | 1.º           | 24.º          | 2.º  | 58.º | 43.º | Ab.   | —    |    |    |
|                         | Milán-San Remo          | —             | —             | —             | —    | 3.º           | 35.º          | 1.º           | 2.º           | 16.º | —    | 11.º | 9.º   | 42.º |    |    |
| E3 Saxo Classic         | E3 Saxo Classic         | —             | —             | —             | —    | —             | —             | —             | X             | —    | —    | —    | 49.º  | —    |    |    |
| A Través de Flandes     | A Través de Flandes     | —             | —             | —             | —    | —             | —             | —             | X             | 22.º | —    | 29.º | 26.º  | —    |    |    |
|                         | Tour de Flandes         | —             | —             | —             | —    | —             | —             | —             | Ab.           | 42.º | —    | 51.º | 70.º  | —    |    |    |
| Flecha Brabanzona       | Flecha Brabanzona       | —             | 14.º          | 19.º          | 8.º  | —             | —             | 2.º           | 1.º           | —    | Ab.  | —    | —     | —    |    |    |
| Amstel Gold Race        | Amstel Gold Race        | —             | Ab.           | 7.º           | 6.º  | —             | 7.º           | 4.º           | X             | 6.º  | —    | —    | —     | 20.º |    |    |
| Flecha Valona           | Flecha Valona           | —             | —             | 2.º           | 2.º  | —             | 1.º           | 1.º           | —             | 1.º  | 4.º  | —    | —     | 22.º |    |    |
|                         | Lieja-Bastoña-Lieja     | —             | —             | 2.º           | 23.º | —             | 4.º           | 16.º          | 5.º           | 2.º  | Ab.  | 86.º | —     | 58.º |    |    |
| Clásica San Sebastián   | Clásica San Sebastián   | —             | Ab.           | 8.º           | —    | —             | 1.º           | Ab.           | X             | 6.º  | —    | Ab.  | 2.º   | —    |    |    |
| EuroEyes Classics       | EuroEyes Classics       | —             | 16.º          | 22.º          | —    | —             | —             | —             | X             | X    | —    | —    | —     |      |    |    |
| Bretagne Classic        | Bretagne Classic        | —             | 5.º           | 42.º          | —    | —             | —             | —             | —             | 2.º  | —    | 30.º | 58.º  |      |    |    |
| Gran Premio de Quebec   | Gran Premio de Quebec   | —             | 28.º          | 46.º          | 65.º | —             | —             | 7.º           | X             | X    | —    | 9.º  | 81.º  |      |    |    |
| Gran Premio de Montreal | Gran Premio de Montreal | —             | 57.º          | 60.º          | 10.º | —             | —             | 13.º          | X             | X    | —    | 12.º | 3.º   |      |    |    |
|                         | Giro de Lombardía       | —             | Ab.           | —             | 70.º | 2.º           | —             | —             | —             | 6.º  | 51.º | 36.º | —     |      |    |    |
| JJ. OO. (Ruta)          | JJ. OO. (Ruta)          | No se disputó | No se disputó | No se disputó | 4.º  | No se disputó | No se disputó | No se disputó | No se disputó | —    | ND   | ND   | 11.º  | ND   | ND | ND |
| JJ. OO. (CRI)           | JJ. OO. (CRI)           | No se disputó | No se disputó | No se disputó | 32.º | No se disputó | No se disputó | No se disputó | No se disputó | —    | ND   | ND   | —     | ND   | ND | ND |
| Mundial en Ruta         | Mundial en Ruta         | —             | —             | Ab.           | —    | 10.º          | 8.º           | 28.º          | 1.º           | 1.º  | 51.º | Ab.  | Ab.   |      |    |    |
| Europeo en Ruta         | Europeo en Ruta         | X             | X             | X             | 2.º  | —             | —             | —             | —             | —    | —    | —    | —     |      |    |    |
| Francia en Ruta         | Francia en Ruta         | 68.º          | 89.º          | 5.º           | 5.º  | —             | 3.º           | —             | 3.º           | 37.º | 13.º | Ab.  | 12.º  | —    |    |    |

—: No participa 

Ab.: Abandona 

X: No se disputó

## Premios y reconocimientos
- Bicicleta de Oro 2019[12]
- Bicicleta de Oro Francesa (2019,[12] 2020, 2021)
- Trofeo Flandrien internacional (2019)

## Equipos
- Etixx-iHNed (2013)
- Quick Step (2014-2024)
  - Omega Pharma-Quick Step (2014)
  - Etixx-Quick Step (2015-2016)
  - Quick-Step Floors (2017-2018)
  - Deceuninck-Quick Step (2019-2021)
  - Quick-Step Alpha Vinyl Team (2022)
  - Soudal Quick-Step (2023-2024)
- Tudor Pro Cycling Team (2025-)